# 夏の終わりに、恋をした。
『ティファニードラマスペシャル 夏の終わりに、恋をした。』（ティファニードラマスペシャル なつのおわりに、こいをした）は、2014年9月26日にフジテレビ系で放送されたスペシャルドラマ。主演は長谷川京子。
ティファニーの全面協力・筆頭スポンサードラマであり、全編ニューヨークロケで作られた。

## 放送時間
- 金曜23:00 - 23:58（JST）
  - 23:00の『バナナマンの決断までのカウントダウン』と23:30の『僕らの音楽 Our Music』は既に終了。

## あらすじ
アラフォーのスタイリストである安藤ちかげは、5年付き合ってきた男である成瀬友則にフラれた。ちかげは復讐を企て、成瀬の新婚旅行先のニューヨークまで追いかけてきた。ひょんなことから若い日本人の男・小塚俊平と出会い、二人の珍道中がはじまる。

## 出演者
- 安藤ちかげ（アラフォーのスタイリスト） - 長谷川京子
- 小塚俊平（ニューヨークのラーメン店の店員） - 工藤阿須加
- 成瀬友則（ちかげの元彼） - 谷原章介
- 竹内七海（成瀬の結婚相手） - 菜々緒
- 阿部知代、本田真歩、Melodee Morita、Alissa Stahler、Bryan Roberts、Usman Ojibara

## スタッフ
- 脚本 - 北川悦吏子
- 演出 - 永山耕三
- 協力 - DRESS
- 技術協力 - アップサイド
- 音響効果 - スポット
- NYプロダクション協力 - TKデジタル

プロデューサー - 高山輝之
チーフ助監督 - 杉本慧
- アソシエイトプロデュース - 小泉守（トータルメディアコミュニケーション）
- プロデュース - 古屋建自
- 制作協力 - トータルメディアコミュニケーション
- 制作 - フジテレビドラマ制作センター